# Bodianus loxozonus
Bodianus loxozonus Snyder, 1908 è un pesce d'acqua salata appartenente alla famiglia Labridae.

## Distribuzione e habitat
Questa specie è diffusa nel Pacifico orientale, dal Giappone alla costa australiana settentrionale (Penisola malese e Nuova Guinea comprese), nonché Polinesia francese. Occasionalmente trovato nella costa pacifica del continente nordamericano. Abita le acque costiere tropicali, dalle spiagge alle scogliere alle barriere coralline e lagune atollifere, in un profondità compresa tra 3 e 100 m.

## Descrizione
Il corpo è allungato, con profilo dorsale e ventrale convesso specularmente. La pinna dorsale è lunga e ampia, la parte iniziale formata da raggi più duri, simili ad aculei. Le pettorali sono ovaloidi, le ventrali appuntite e l'anale arrotondata. La pinna caudale è a delta, con i raggi laterali allungati. 

La livrea giovanile è bianco-giallastra con la parte posteriore del corpo (esclusa la coda) nera. La livrea adulta presenta invece un fondo giallo-rossastro (più scuro sul dorso) screziato e striato d'azzurro. Nella parte alto-posteriore del dorso vi è una macchia nera dai bordi sfumati che si allunga verticalmente fino al peduncolo caudale, che può essere bianco, a seconda dell'individuo. La coda è gialla screziata, la pinna dorsale segue la livrea del corpo ma ha una piccola chiazza nera nei primi raggi e nella parte terminale parte della chiazza più grossa nera.  Le pettorali sono trasparenti, le ventrali giallo nerastre e la pinna anale screziata dai bordi neri. 

Raggiunge una lunghezza massima di 45 cm.

## Alimentazione
Si nutre di crostacei e molluschi.

## Pesca
È commestibile, ma non molto ricercato dai pescatori.

## Acquariofilia
È occasionalmente pescato per allevamento in acquario.